# Hammond (Indiana)
Hammond ist eine City im Lake County des US-Bundesstaates Indiana mit 77.879 Einwohnern (2020).

## Geographie
Hammond liegt 41°36'40" N, 87°29'35" W (41,611185, −87,493080). Die Fläche beträgt 64,3 km², wovon 59,3 km² Landfläche und 5,1 km² (7,85 %). Wasserfläche sind.

### Flüsse
- Calumet River

### Angrenzende Orte
- Chicago, Illinois
- Burnham, Illinois
- Calumet City, Illinois
- Munster, Indiana
- Highland, Indiana
- Gary, Indiana
- East Chicago, Indiana
- Whiting, Indiana

### Stadtteile
- Columbia Center
- Glendale Park
- Forest-Ivanhoe
- Harrison Park
- Hessville
- North Hammond
- Sohl (Little Waco)
- South Hammond
- Indi-Illi Park
- Robertsdale
- Woodmar

### Bevölkerungsentwicklung
- 1880 – 000699
- 1890 – 005.248
- 1900 – 012.376
- 1910 – 020.925
- 1920 – 036.004
- 1930 – 065.559
- 1940 – 070.183
- 1950 – 087.595
- 1960 – 111.698
- 1970 – 107.983
- 1980 – 091.985
- 1990 – 084.236
- 2000 – 083.048
- 2020 – 077.879

## Geschichte
1918 ereignete sich in der Nähe der Stadt der Eisenbahnunfall von Hammond, einer der schwersten in der Geschichte der USA. Bei dem Auffahrunfall fuhr eine Lokomotive ungebremst in das Ende des außerplanmäßig auf freier Strecke zum Halt gekommenen Zuges des Circus Hagenbeck-Wallace. 86 Tote und 127 Verletzte waren die Folge.

## Söhne und Töchter der Stadt
- John Farrell (1906–1994), Eisschnellläufer
- Kathleen Burke (1913–1980), Filmschauspielerin
- Jean Parker Shepherd (1921–1999), Radiomoderator, Autor und Schauspieler
- Jack Hyles (1926–2001), Baptistenprediger
- Aaron Rosand (1927–2019), Geiger und Musikpädagoge
- Carl Frederick Mengeling (1930–2025), katholischer Bischof von Lansing
- David Wilkerson (1931–2011), Evangelist
- Charles B. Pierce (1938–2010), Filmregisseur, Filmproduzent, Drehbuchautor und Filmschauspieler
- R. J. Q. Adams (* 1943), Historiker, Autor, Geschichtsschreiber und Professor
- Jan Johnson (1950–2025), Stabhochspringer
- Michael Badnarik (1954–2022), Software-Ingenieur und Politiker
- Mike D. Rogers (* 1958), Politiker
- Todd Okerlund (* 1964), Eishockeyspieler
- Frank J. Mrvan (* 1969), Politiker
- Wade Guyton (* 1972), Konzeptkünstler, Installationskünstler und Maler
- DJ Rashad (1979–2014), DJ, Musiker und Musikproduzent
- Josh King (* 1985), Basketballtrainer

## Wichtige Unternehmen
- Bank Calumet
- Cargill
- Commonwealth Edison (Kohlekraftwerk)
- Dietrich Industries (Stahlformung)
- Erste Baptistkirche von Hammond
- Horseshoe Casino
- Lear Corporation (Autoausstatter)
- Unilever

## Schulen und Universitäten
Hammond hat vier staatliche Highschools, die unabhängig von der Stadtverwaltung durch die School City of Hammond verwaltet werden:
- Clark High School
- Gavit High School
- Hammond High School
- Morton High School,

sowie zwei private Highschools:
- Bishop Noll High School
- City Baptist High School.

Außerdem gibt es noch das private „Sawyer College“ und die staatliche „Purdue University Calumet“.

## Stadtverwaltung
Die Stadtverwaltung von Hammond besteht aus einem Bürgermeister, dem ein neunköpfiger Stadtrat zur Seite steht. Dabei stammen sechs der Ratsleute aus den sechs Bezirken der Stadt, die drei anderen werden unabhängig von ihrer Bezirkszugehörigkeit gewählt. Der Rat tagt in der Regel jeweils am zweiten und vierten Montag des Monats.
Der derzeitige Bürgermeister ist Thomas McDermott Jr. Bereits sein Vater Thomas McDermott Sr. hatte von 1984 bis 1992 das Amt inne; allerdings ist McDermott Sr. Mitglied der Republikaner, während sein Sohn den Demokraten angehört.

### Bürgermeister
- 1884 bis 1888: Marcus Towle – Republikaner
- 1888 bis 1893: Thomas Hammond – Demokrat
- 1893 bis 1894: Patrick Reilly – Demokrat
- 1894 bis 1898: Fred R. Mott – Republikaner
- 1898 bis 1902: Patrick Reilly – Demokrat
- 1902 bis 1904: Armanis F. Knotts – Republikaner
- 1904 bis 1911: Lawrence Becker – Demokrat
- 1911 bis 1918: John D. Smalley – Demokrat
- 1918 bis 1925: Daniel Brown – Republikaner
- 1925 bis 1930: Adrian E. Tinkham – Republikaner
- 1930 bis 1935: Charles O. Schonert – Republikaner
- 1935 bis 1942: Frank R. Martin – Demokrat
- 1942 bis 1948: G. Bertram Smith – Demokrat
- 1948 bis 1956: Vernon C. Anderson – Republikaner
- 1956 bis 1968: Edward Dowling – Demokrat
- 1968 bis 1976: Joseph Klen – Demokrat
- 1976 bis 1984: Edward J. Raskosky – Demokrat
- 1984 bis 1992: Thomas M. McDermott Sr. – Republikaner
- 1992 bis 2004: Duane W. Dedelow Jr. – Republikaner
- 2004 bis heute: Thomas M. McDermott Jr. – Demokrat